# Pussy Riot
A Pussy Riot (ejtsd: pusszi rájöt (magyarul: puncilázadás) egy orosz anarcho-feminista punk-rock együttes, mely polgárpukkasztó fellépéseivel igyekszik társadalmi-politikai problémákra felhívni a figyelmet. Szokatlan helyszíneken (a moszkvai metróban, a Vörös téren, a Megváltó Krisztus-székesegyházban stb.) rendezett villámcsődületeikkel hívták, hívják fel magukra a figyelmet.

## Története
A Pussy Riot punk együttes és aktivista csoport 2011 augusztusában alakult. Nagyjából 12-15 álnevet viselő fiatal lányból áll, akik fellépéseiken arcukat eltakaró balaklavát és színes ruhákat, rikító színű harisnyanadrágot viselnek, télen is. Látványos rezsim-ellenes, Putyin-ellenes performanszokat, akciókat hajtanak végre villámcsődület formájában.
Az együttes inspirációjaként szokta említeni a Bikini Kill amerikai punkzenekart és a feminizmus harmadik hullámának Riot Grrrl nevű radikális mozgalmát is. Lényeges különbség, hogy a Bikini Kill koncerteken lép fel, a Pussy Riot viszont politikai indíttatású villámcsődületeket hajt végre.
Az együttes politikai nézetei a feminizmus és az antiautokratizmus keverékéből állnak össze. Performanszaik, dalaik feminista kiáltványok, a nemek egyenlősége és a demokrácia nevében, és nyilvánvalóan Putyin-ellenesek. Putyint a szexizmus és patriarchális autoriter rezsim szimbólumaként veszik célba.
Első, Szabadítsd fel a kockakövet! (oroszul Освободи брусчатку) című performanszukkal a 2011. évi választások meghamisítása ellen tüntettek, ami ellen Oroszország-szerte zajlottak tüntetések, „Oroszországot, Putyin nélkül!” címmel és tematikával. Performanszaik, villámcsődületeik helyszínei a moszkvai metró különböző állomásai voltak.
Következő dalukhoz (Halál a börtönre, szabadságot a tiltakozásnak, oroszul Смерть тюрьме, свободу протесту) kapcsolódó villámcsődületük színhelyének a moszkvai 1. számú gyűjtőfogház tetejét választották, ahol a 2011. december 14-i tüntetésen letartóztatott ellenzékieket tartották fogva.
2012. február 21-én a moszkvai Megváltó Krisztus-székesegyház ikonosztáza előtt csináltak performanszot, villámcsődület formájában. Az itt előadott dal címe: Szűzanya, zavard el Putyint! (Богородица, Путина прогони!) volt. A performansz, illetve az arról készült videó minden eddiginél nagyobb visszhangot kapott, bejárta a világsajtót, és a világ nagy televízióinak szenzációjává vált. A csoport három tagját a helyszínen letartóztatták huliganizmus, valamint vallási gyűlölet szításának vádjával. Augusztus 18-án végül „vallási gyűlölet által motivált garázdaság” miatt két év börtönbüntetésre ítélték őket, amit börtönkolóniában kell letölteni, amely a gulág-rendszer mai formájának tekinthető. Az együttes további két tagja külföldre menekült, ellenük körözést adtak ki.
Az ítélet ellen a bíróság előtti tüntetésen tiltakoztak, ahol Garri Kaszparov sakkvilágbajnokot, ellenzéki politikust a rohamrendőrök brutális körülmények közt tartóztatták le.
Az orosz ortodox egyházban komoly viták alakultak ki, hogy istenkáromlás miatt a templomot újra kell-e szentelni. Az egyház kegyelmet kért a lányoknak. Dmitrij Medvegyev kormányfő is enyhébb büntetést tartott volna indokoltnak, Vlagyimir Putyin orosz elnök szerint viszont az elsőfokú bíróság helyesen döntött. Másodfokon az egyik nő, Jekatyerina Szamucevics büntetését felfüggesztették, a többiekét helybenhagyták. Az ítéletnek Magyarországon is nagy visszhangja volt. Az együttes magyar rajongói tiltakoztak az orosz nagykövetség előtt. 
2012. szeptember 3-án a Der Spiegel című német hetilapban megjelent interjúban Nagyezsda Tolokonnyikova azt mondta: az ellenük folytatott perrel a Putyin-rendszer „saját magáról állított ki ítéletet, amikor két év börtönre ítélt minket anélkül, hogy bármilyen bűncselekményt elkövettünk volna”.
2013. december 23-án Nagyezsda Tolokonnyikova és Marija Aljohina kiszabadult, miután a téli olimpiára tekintettel a parlament egy olyan törvényt hozott, amely a kisebb bűncselekmények miatt elítélteket, kiskorúakat és a kisgyermekes anyákat szabadon engedi. Aljohina szabadulása után így nyilatkozott: „Ha lett volna lehetőségem, visszautasítom a kegyelmet”.

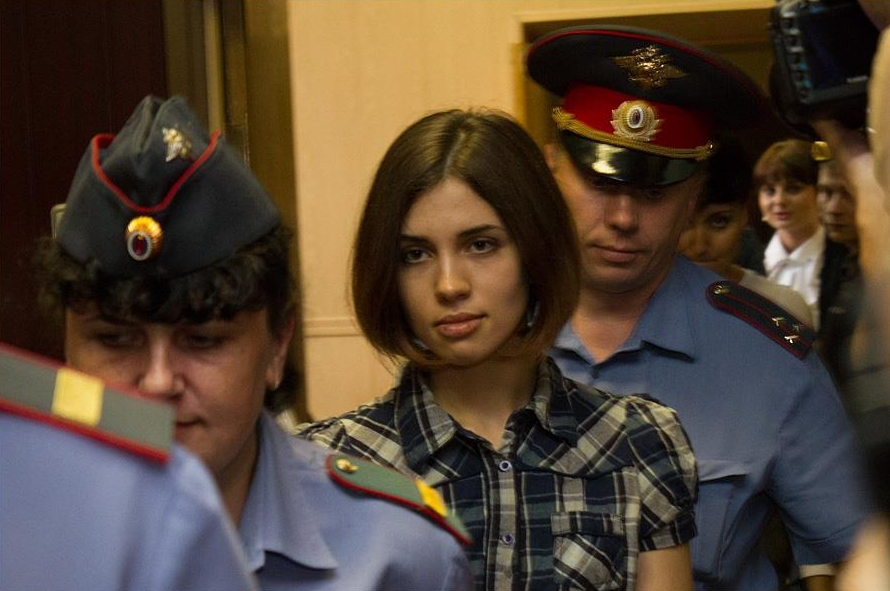
Nagyezsda Tolokonnyikova a bíróságon (2012)

2018. július 15-én Moszkvában a 2018-as labdarúgó-világbajnokság döntőjében politikai demonstrációként az 52. percben a pályára rohantak, ami miatt több percre leállt a mérkőzés.
2024-ben a linzi OK kulturális központban rendezték meg Nagyezsda Tolokonnyikova első európai kiállítását RAGE (azaz: DÜH) címmel.
2025. június első felében a Los Angelesi Kortárs Művészeti Múzeumban (MOCA) POLICE STATE (azaz: Rendőrállam) címmel megrendezett tíznapos performansza keretében Nagyezsda Tolokonnyikova beköltözött börtöncellájának acélból készült másolatába. A teret az előadás magával ragadó panoptikummá változtatta, ahol a nézők biztonsági kamerákon és kukucskálólyukakon keresztül figyelhették őt és hallhatták az előadó személyes élményeiből merített hangalkotásokat: kísérteties altatódaloktól a kíméletlen hangzásvilágig.

## Tagok

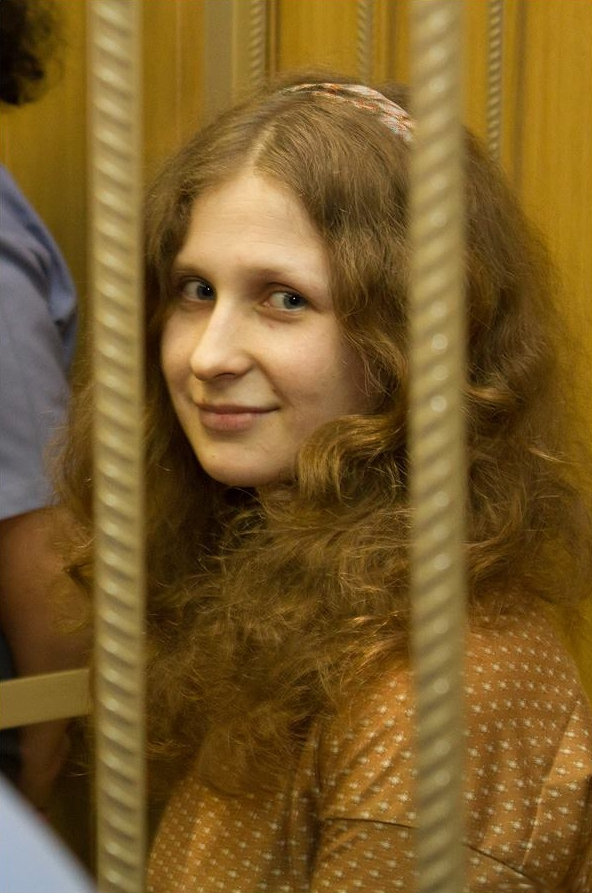
Marija Aljohina
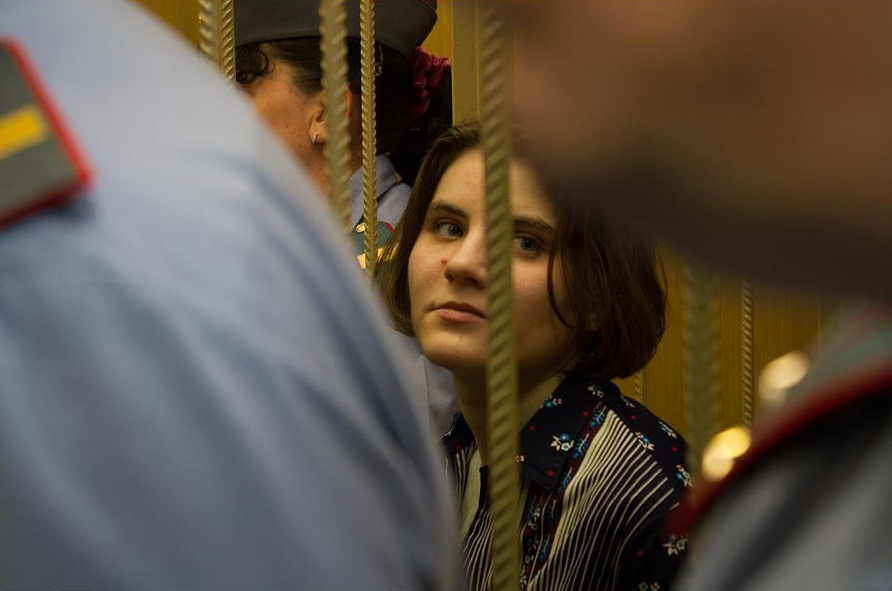
Jekatyerina Szamucevics
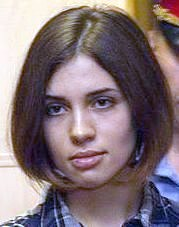
Nagyezsda Tolokonnyikova
Feminista logo

## Külső hivatkozások
- Célkeresztben a Pussy Riot – Szent Korona Rádió, 2012. március 7.
- Pussy Riot – Posztinfo.hu
- Pussy Riot: will Vladimir Putin regret taking on Russia's cool women punks? – The Observer, 2012. július 29. (angolul)
- Lázadó puncik esete az orosz medvével és a magyar kommentelővel – Liberatorium.blog.hu, 2012. augusztus 14.
- Allmusic Biography

.